# Pierre Palla
Pierre Palla (geboren als: Peter Karel Hubertus Pala, Venlo, 5 januari 1902 - Heerlen, 11 december 1968), was een Nederlands pianist,  organist en koordirigent.

## Biografie
Palla bleek over een muzikaal talent te beschikken en kreeg reeds vanaf zijn vijfde jaar pianoles van zijn vader. Op achtjarige leeftijd kwamen daar vioollessen bij van Theo Jordans. Rond 1916 kwamen daar tevens orgellessen bij, die hij kreeg van C.A.M. de Rooy en muziektheorie van Karl Hamm. In 1919  slaagde Palla cum laude voor het diploma voor organist en koordirigent bij de R.K. Organistenvereeniging in Utrecht. Daarna zette hij zijn studies voort bij Hubert Cuypers in Amsterdam.

In 1922 kwam hij bij het Theater Tuschinski in Amsterdam, aanvankelijk als pianist  bij het theaterorkest onder leiding van Max Tak, later als organist van het Tuschinskiorgel.
In 1928 ging hij naar het Duitse Frankfurt am Main en werkte een paar jaar als inspeler en adviseur van de Philipps A.G. orgel- en pianofabriek aldaar.
Vanaf 1 maart 1931 werkte hij 36 jaar lang tot aan zijn pensionering op 31 maart 1967, ononderbroken voor de radio bij diverse omroepen, onder meer als solist op het AVRO-concertorgel.
Voor de AVRO leidde hij ook de ensembles de Palladians - gitaar, bas, hammondorgel, concertorgel, viool, klarinet, piano en celesta (soms met zang) - en Ensemble Pierre Palla - fluit, hobo, klarinet, fagot, piano en celesta - waarvoor hij talloze arrangementen van werken uit het klassieke en lichte genre maakte. Hetzelfde deed hij voor het Ensemble Lorenzo - 3 violen, altviool, cello, contrabas en piano - dat onder leiding stond van Jan Bleumers. 
Daarnaast was hij begeleider van zangers en zangeressen, bijvoorbeeld de alt Aafje Heynis en ook was hij begeleider van vele binnenlandse en buitenlandse instrumentalisten.
Naar hem is het Pierre Palla Concertorgel vernoemd, het grote theaterorgel dat gebouwd is voor Omroepvereniging AVRO.

## Artiestennaam
In 1950 bedacht de AVRO de artiestennaam Sid Hamilton voor hem en het programma Sid Hamilton bespeelt het Hammond-orgel. Ook Philips nam deze naam over en gaf enkele grammofoonplaten onder die naam uit met opnamen van bespelingen van het Hammondorgel.

## Privé
Op 28 mei 1941 huwde hij met Jeannette Louise Hendrika de Vries. Het huwelijk bleef kinderloos.

## Composities
- Ave Maria, voor sopraan/tenor en piano
- Dancing sticks
- Euwe marsch, opgedragen aan schaker Max Euwe (tekst: Kovacs Lajos)
- Juffrouw, heb ik u niet eens eerder gezien? tango-foxtrot (tekst: Kovacs Lajos)
- Münchener Spieluhr, voor piano
- The juggler
- Valse brillante, voor piano
- Wat zeg je daar van, weer wat nieuws
- Xylophonissimus